# Bomba Tallboy
La bomba Tallboy (en inglés Chico alto) o bomba de capacidad media, de 12 000 libras (5443 kg) de peso, fue una bomba terremoto desarrollada por el ingeniero aeronáutico británico Barnes Wallis y utilizada por la Royal Air Force a partir de 1944. Pesaba unas cinco toneladas y era lanzada desde bombarderos Avro Lancaster. Demostró ser eficaz contra estructuras reforzadas a las que las bombas existentes, más pequeñas, no causaban el daño deseado.  También fueron utilizadas con éxito contra unidades navales pesadas, siendo entre ellos el acorazado Tirpitz el más importante.

## Historia
El ingeniero británico Wallis presentó su idea de una bomba de 10 toneladas en un documento de 1941: Una propuesta sobre un método para atacar a las potencias del Eje. En dicho documento sostenía que la explosión bajo tierra de una bomba de gran capacidad junto a un blanco transmitiría su potencia explosiva a los cimientos del blanco, ya que las ondas de choque se transmiten a través del suelo con más intensidad que a través del aire.
Wallis también tenía en proyecto el diseño del "Bombardero de la Victoria" de 50 toneladas, que alcanzaría una velocidad de 510 km/h, tendría un techo de vuelo de 14 000 m y podría transportar la pesada bomba a más de 6400 km de distancia, pero el Ministerio del Aire no estaba a favor del desarrollo de bombarderos que transportasen una sola bomba y por lo tanto el proyecto se canceló en 1942.
Después del estudio de Wallis de 1942 Bomba esférica - torpedo de superficie y el éxito del diseño de la "bomba de rebote" empleada por los Dambusters (apodo con el que eran conocidos los miembros del Escuadrón n.º 617 de la RAF) en la operación Chastise, se prestó más atención a sus propuestas. El diseño y la producción de las Tallboy se hizo sin una petición oficial, ni contrato, del Ministerio. Como tal, la RAF empleaba bombas que no había comprado y que seguían siendo propiedad del fabricante, Vickers. Esta situación se normalizó una vez que se reconocieron sus capacidades, aunque Tallboy solo tenía la mitad de masa que la idea original.
Entre los logros de esta bomba se incluyen el ataque a La Coupole el 24 de junio de 1944, la Operación Crossbow que socavó los cimientos de este búnker de ensamblaje de las V2, y un ataque con Tallboy al túnel de Saumur el 8-9 de junio de 1944, cuando la bomba pasó directamente a través de la colina y explotó en el interior del túnel a 18 m de profundidad.
El último acorazado de la clase Bismarck de la Kriegsmarine alemana, el Tirpitz, fue hundido en 1944 por un ataque aéreo que consiguió hacerle dos impactos directos de bombas Tallboy.

## Diseño
La mayoría de las grandes bombas de aviación aliadas de la Segunda Guerra Mundial tenían una carcasa muy delgada para maximizar la cantidad de explosivo que podían llevar. Esta característica se remontaba al inicio de la guerra, cuando el contenido explosivo de las bombas británicas era bajo.
Para ser capaz de penetrar en la tierra (u objetivos reforzados ) sin romperse, la carcasa de Tallboy tenía que ser resistente. Estaba conformada en una sola pieza de acero de alta resistencia que le permitiera sobrevivir a los efectos del impacto antes de la detonación. Al mismo tiempo, para lograr la penetración requerida, Wallis diseñó la Tallboy con un perfil muy aerodinámico, de modo que cuando se dejara caer desde una gran altura, alcanzara una velocidad terminal mucho más alta que los diseños de bombas tradicionales.
En el diseño final, la cola de la bomba era aproximadamente la mitad de la longitud total. La carcasa de la bomba era de unos 3 m de una longitud total de 6 m. Inicialmente, la bomba tenía una tendencia a cabecear, lo que reducía su exactitud. Por ello se modificaron las aletas de cola dándoles un pequeño ángulo para que la bomba girara en forma de tirabuzón a medida que caía. El efecto giroscópico generado detuvo el cabeceo y la guiñada, mejorando la aerodinámica y por ende aumentando la precisión.
Cuando se lanzaba desde 6100 m de altura, formaba un cráter de 24 metros de profundidad y 30 m de ancho y podía atravesar 5 m de hormigón.
WJ Lawrence escribió acerca de la bomba Tallboy, en su libro Bomber Grupo nº5, lo siguiente:
Se trataba de un arma extraordinaria, una aparente contradicción en los términos, ya que tenía por un lado la fuerza explosiva de una bomba de gran capacidad y, por el otro, el poder penetrante de una bomba perforante de blindaje. En el suelo era capaz de desplazar 29 000 m³ de tierra y hacer un cráter de tal magnitud que se hubieran necesitado 5000 toneladas de tierra para rellenarlo. Tenía una balística perfecta y, en consecuencia, tenía una velocidad máxima muy elevada, estimada en 1100 a 1130 m/s, o alrededor de 4000 km/h, que era mucho mayor que la velocidad del sonido, de manera que, al igual que el cohete V-2, el ruido de su caída se escuchaba después de la explosión.
A causa del elevado peso de la Tallboy (aproximadamente 12 000 libras) y la altura necesaria para su óptimo lanzamiento, era preciso adaptar especialmente el Avro Lancaster utilizado. Se retiraron planchas de blindaje e incluso armamento defensivo para reducir el peso. Las compuertas de la bodega de bombas tuvieron que ser modificadas. Incluso así, el Lancaster no era capaz de llevar a la bomba a la altura planeada de 12 200 m, sino sólo de alrededor de 7 700 m.
Al mismo tiempo el Escuadrón n.º 617 "Dambusters" se entrenaba en el uso de una mira de bombardeo especial, con estabilización automática (en inglés Stabilizing Automatic Bomb Sight o SABS). Para mayor precisión debían hacerse múltiples correcciones: temperatura, velocidad del viento y otros factores. Sólo era eficaz si se identificaba el objetivo. Varias misiones fueron canceladas, o no tuvieron éxito, debido a la dificultad de identificar con precisión y marcar los objetivos.
Para el uso contra blancos subterráneos, la bomba estaba equipada con tres espoletas de inercia independientes. Estas provocaban la detonación después de un retardo preestablecido, que daba a la bomba el tiempo suficiente para penetrar en el blanco antes de explotar. Dependiendo de los requisitos de la misión, el tiempo de retardo podía ser ajustado desde 30 segundos a 30 minutos después del impacto.
Para garantizar la detonación, se instalaban tres espoletas de retardo largo Tipo 47 en la parte trasera de la ojiva de la bomba. Esto mejoraba drásticamente la fiabilidad del arma: aun cuando no funcionaran dos espoletas, la tercera provocaría la detonación. A pesar de este complicado sistema, al menos dos Tallboy no llegaron a explotar. El primero de los fallos sucedió durante el segundo ataque a la presa de Sorpe, siendo encontrada la bomba a fines de 1958, cuando el depósito se vació durante unas reparaciones. El otro fallo se produjo en el canal Kaiserfahrt, cerca de la ciudad de Świnoujście, durante un ataque con doceTallboy lanzadas por la aviación británica contra el crucero alemán Lützow en abril de 1945, la bomba no fue descubierta hasta 2020, y explotó mientras se desactivaba
A pesar de que la bomba era dirigida hacia el blanco durante la operación, y haber demostrado ser capaz de penetrar profundamente en hormigón armado reforzado, cuando llegó, ésta no era la intención principal del diseño de Barnes Wallis. La bomba fue diseñada para impactar cerca del blanco, penetrar en el suelo o roca por debajo o alrededor del blanco, y luego estallar, transfiriendo la totalidad de su energía a la estructura, o creando una camufleta (del francés camouflet, caverna o cráter creado por una explosión) en el que era el objetivo.
Este efecto terremoto causa más daño que incluso un golpe directo que penetre el blindaje del objetivo, ya que incluso una explosión en el interior de un búnker sólo dañaría el entorno inmediato, pues la explosión se disipa rápidamente en el aire. El impacto terremoto, sin embargo, sacude todo el blanco y causa daños estructurales importantes a todas las partes del mismo, por lo que la reparación resulta antieconómica. Esto debe tenerse en cuenta en los informes de ataques que se mencionan a continuación.
La fabricación de las Tallboy era intensiva en mano de obra, ya que gran parte era hecha a mano durante cada etapa de fabricación. Los materiales utilizados eran costosos, con requisitos de ingeniería muy precisos con respecto a la fundición y el mecanizado. Por ejemplo, para aumentar el poder de penetración, un gran tapón de acero especialmente templado tenía que ser mecanizado y acoplado con precisión a un reborde en la nariz de la bomba. La ojiva tuvo que ser mecanizada en una forma perfectamente simétrica para garantizar un desempeño aerodinámico óptimo. La manipulación de la carcasa de una bomba del tamaño y peso de una Tallboy no era una tarea sencilla.
De manera similar, la carga de Torpex se vertía a mano en la base de la carcasa vuelta hacia arriba, después de fundirlo en "teteras". La etapa final del llenado del explosivo requería verter una capa de una pulgada de TNT puro sobre la carga de Torpex, a continuación se sellaba la base con una capa de 100 mm (4 pulgadas) de espesor de una mezcla de serrín y cera, con tres entalles cilíndricos llenos con explosivos de refuerzo y en donde se insertaban tres espoletas cronométricas químicas una vez que la bomba era finalmente ensamblada.
Las Tallboy no se consideraban descartables, por lo cual si no se utilizaban en una incursión, debían ser devueltas a la base antes que lanzarlas en el mar por seguridad. El valor del arma compensaba el riesgo adicional para la tripulación.
Dado su elevado coste unitario, las Tallboy se utilizaron exclusivamente contra objetivos de alto valor estratégico que no podían ser destruidos por otros medios. Cuando se vio que el Lancaster se podía modificar para llevar una bomba más grande que la Tallboy, Wallis produjo la bomba Grand Slam, que era de mayores dimensiones.

## Uso operacional

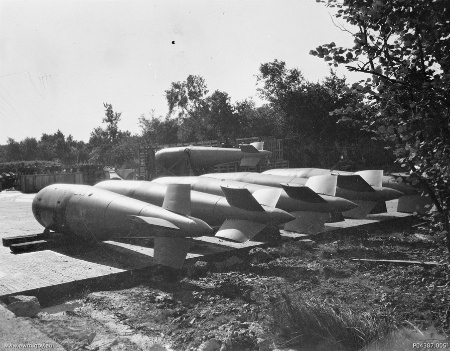
Seis bombas Tallboy en un depósito de bombas en Bardney, Lincolnshire, antes de ser cargadas en los aviones del 9.º Escuadrón de la RAF en octubre o noviembre de 1944.

### De junio a agosto de 1944
Ataque al túnel ferroviario de Saumur. Esta era la única ruta operativa norte-sur en el río Loira. Diecinueve Lancaster cargados con Tallboy y seis con bombas convencionales del Escuadrón 617 atacaron la noche del 8 al 9 de junio de 1944. Este fue el primer uso de la bomba Tallboy y la línea fue destruida: una Tallboy se abrió paso a través de la ladera y estalló en el túnel unos 18 m debajo de la superficie, bloqueándolo por completo. Todos los aviones regresaron sin novedad.

#### Operación Crossbow

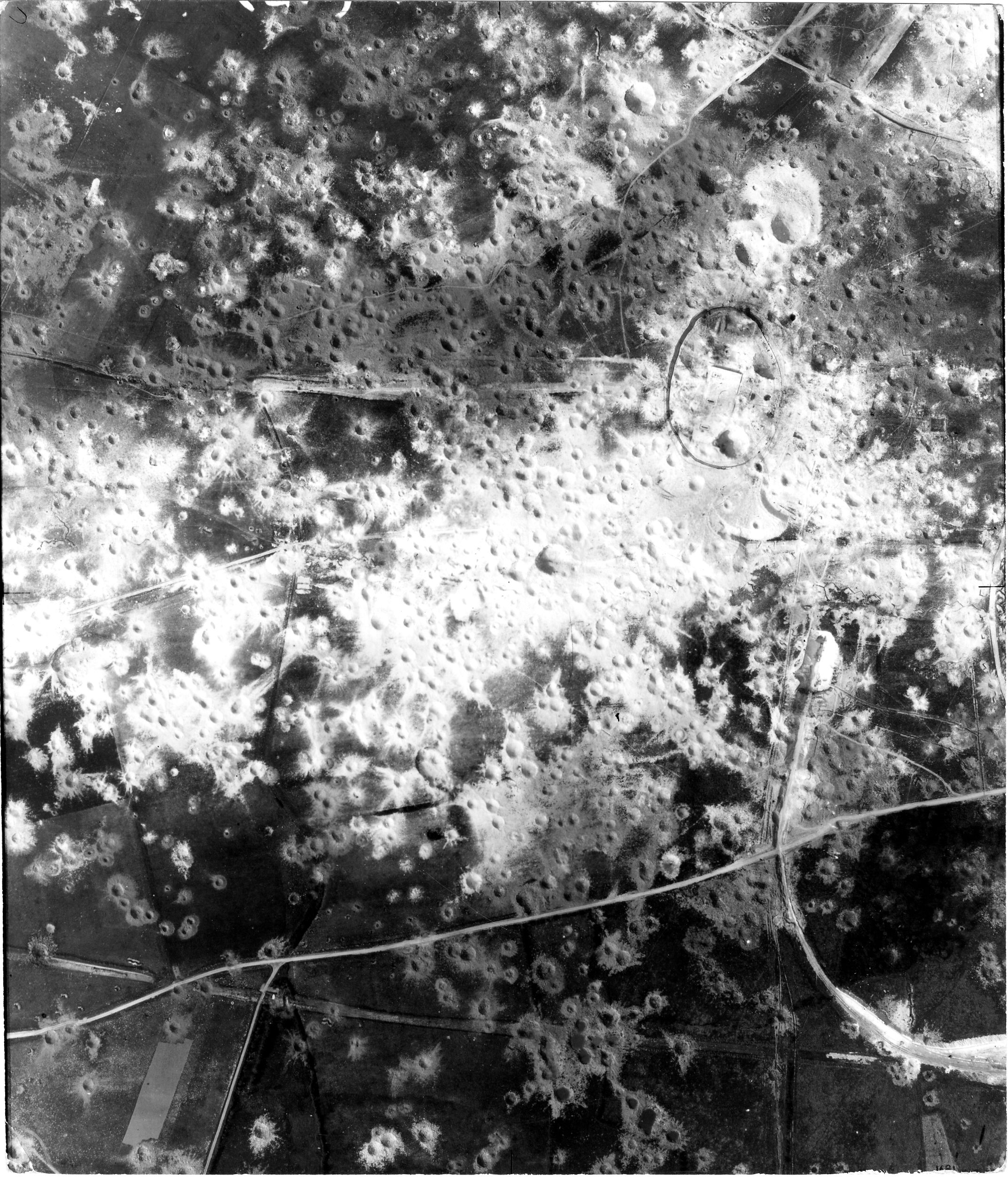
Destrozos en la Fortaleza de Mimoyecques causados por los ataques aéreos aliados, incluidos ataques con bombas Tallboy.

La Operación Crossbow fue un conjunto de medidas ofensivas y defensivas llevadas a cabo para hacer frente a la amenaza alemana de la bomba V-1 ("bomba volante") y el cohete V-2. Como parte de la operación, los británicos realizaron una serie de incursiones utilizando bombas Tallboy con el objetivo de destruir varios emplazamientos.
19 de junio de 1944, Watten.
La Tallboy más cercana lanzada por el Escuadrón 617 impactó a 46 metros del blanco, un emplazamiento fortificado en construcción para lanzar V-2 El búnker fue inutilizado.
24 de junio de 1944, Wizernes.
El objetivo era un emplazamiento de ensamblaje y lanzamiento de V-2 relacionado con el sitio Watten. Varios impactos de Tallboy socavaron los cimientos, pero no lograron penetrar en la cúpula. El búnker fue abandonado.
25 de junio de 1944, Siracourt, búnker de V-1.
Los Lancaster del Escuadrón 617, anotaron tres impactos directos con Tallboy sin sufrir ninguna pérdida.
4 de julio de 1944, Saint-Leu-d'Esserent.
El Escuadrón 617 utilizó diecisiete Lancaster con Tallboy, apoyados por un Mosquito y un Mustang, en un intento de colapsar el techo de caliza de las cuevas utilizadas como depósitos de almacenamiento. Aviones del Grupo 5 les siguen con bombas de 1000 libras (450 kilogramos).
6 de julio de 1944, Fortaleza de Mimoyecques.
Las Tallboy impactaron sobre uno de los cañones V-3 y bloquearon las galerías con tierra y escombros.
17 de julio de 1944, Wizernes.
Dieciséis Lancaster, dirigidos por un Mosquito y un Mustang, bombardearon Wizernes: tres Lancaster lograron impactos con las Tallboy, una movió la cúpula fuera de su alineación, las otras dos bloquearon la entrada.
27 de julio de 1944, Watten.
Una Tallboy dio en el blanco, pero no logró penetrar la estructura.
31 de julio de 1944, Rilly La Montagne.
Los dos extremos del túnel ferroviario se derrumbaron al ser alcanzados por Tallboy lanzadas por el Escuadrón 617. El Lancaster de William Reid que volaba a 3700 m fue alcanzado por una Tallboy lanzada desde 5500 m: el avión se partió en dos.

#### Ataques contra las bases navales alemanas
Los suministros en el canal de la Mancha y el océano Atlántico estaban amenazados por los U-Boot (submarinos) y Schnellboot (lanchas torpederas) estacionados en Francia. Los muelles de los submarinos estaban protegidos contra el bombardeo aéreo convencional por gruesos techos de hormigón.
14 de junio de 1944, El Havre.
Parte de la primera gran incursión a luz del día de la RAF desde el final de mayo de 1943. Dos oleadas atacaron las instalaciones de Schnellboot de El Havre: Primero el Grupo 1, después el Grupo 3. Justo antes de la primera oleada, 22 Lancaster del Escuadrón 617 y 3 aviones marcadores Mosquito atacaron, varios impactos alcanzaron las bases, una bomba penetró el techo.
15 de junio de 1944, puerto de Boulogne.
297 aviones (155 Lancaster, 130 Halifax y 12 Mosquitos de los grupos números 1, 4, 5, 6 y 8) atacaron el puerto de Boulogne. Uno de los Halifax se perdió. Un informe francés describió la gran destrucción como la peor incursión sobre Boulogne.
5 de agosto de 1944, Brest.
15 Lancaster del Escuadrón 617 atacaron las bases de submarinos de Brest y anotaron seis impactos directos con Tallboy que penetraron los techos de hormigón. Un Lancaster fue derribado por el fuego antiaéreo. Los intentos posteriores para reforzar otros sitios, con muros de hormigón más gruesos, consumieron recursos asignados a otros proyectos.
6 de agosto de 1944, Keroman.
El teniente de vuelo Thomas Clifford Iveson lanzó una Tallboy.
7 de agosto de 1944, Lorient.
Se canceló la misión con Tallboy planificada contra las bases de submarinos.
8 de agosto de 1944, La Pallice.
El teniente de vuelo Thomas Clifford Iveson lanzó una Tallboy.
28 de agosto de 1944, IJmuiden.
El teniente de vuelo Thomas Clifford Iveson lanzó una Tallboy.

### De septiembre a noviembre de 1944
Canal de Dortmund-Ems cerca de Ladbergen, al norte de Münster.
El 617.º Escuadrón anotó seis impactos directos con Tallboys en la noche del 23 al 24 de septiembre de 1944.
Presa de Kembs al norte de Basilea.
Las aguas del embalse se podrían haber mantenido en reserva para inundar el área del avance estadounidense. El 7 de octubre de 1944, los Dambusters destruyeron las compuertas de las esclusas con Tallboys lanzadas a baja altura, liberando el agua almacenada.
Presa de Sorpe.
Este objetivo de la incursión inicial de los Dambusters sobrevivió a un segundo ataque del 9.º Escuadrón el 15 de octubre de 1944 (el 617.º Escuadrón no participó en esta incursión). Se vio a las bombas Tallboy impactar en la presa, pero no la rompieron.

### Bombardeo contra el Tirpitz

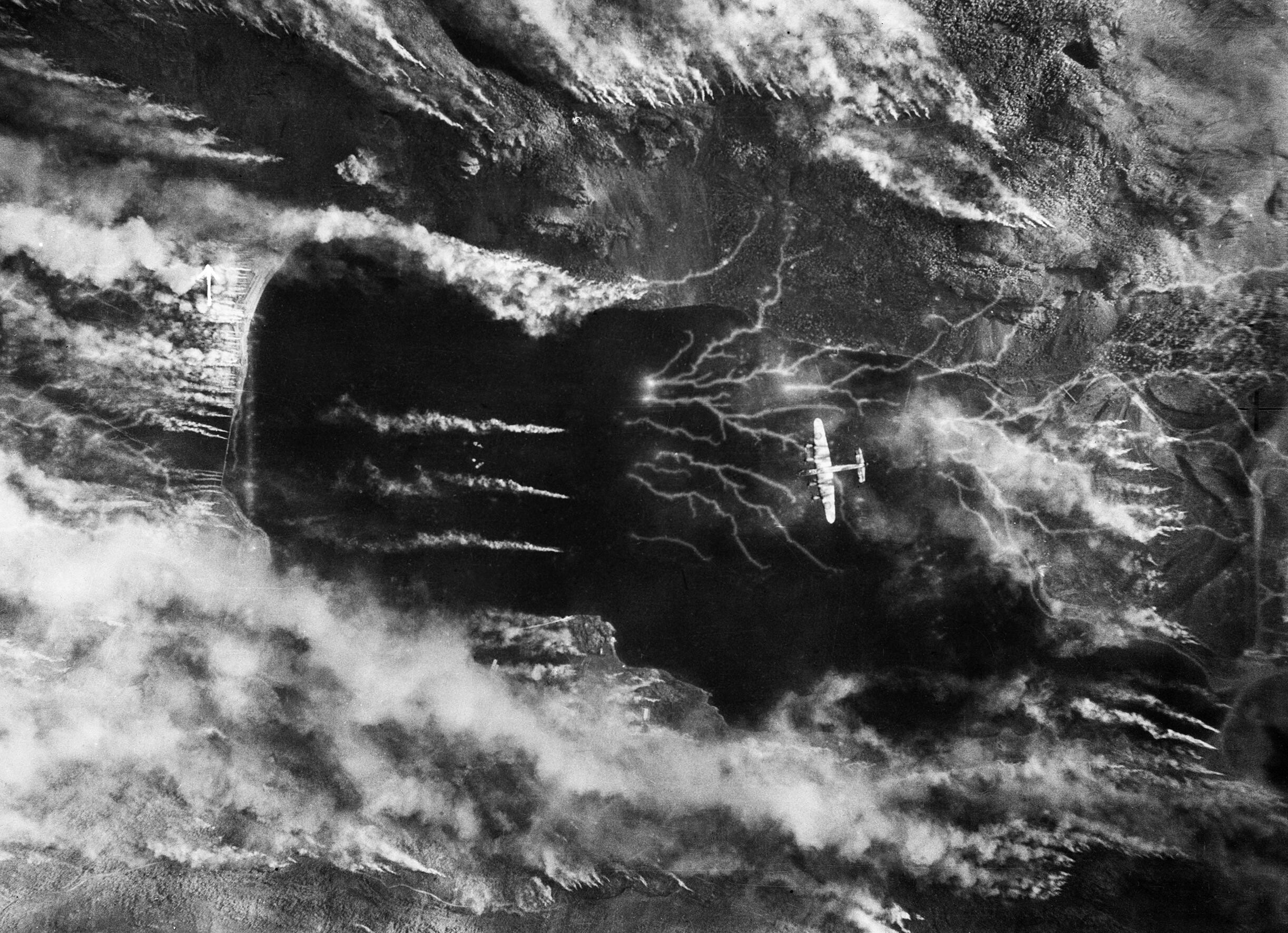
Un Avro Lancaster es fotografiado durante la operación Paravane contra el Tirpitz (15-09-1944)

El acorazado alemán Tirpitz era una amenaza para los convoyes que viajan hacia y desde la Unión Soviética.
Operación Paravane, 15 de septiembre de 1944.
Una Tallboy cayó cerca de la proa del Tirpitz y causó considerables daños. La onda de choque dañó seriamente los motores del acorazado y los alemanes reconvertieron al buque para su uso como batería de artillería pesada semi-estática.
Operación Obviate, 29 de octubre de 1944.
No hay impactos directos, pero un impacto cercano torció un eje de la hélice.
Operación Catechism, 12 de noviembre de 1944.
En esta operación al final el Tirpitz fue hundido cuando dos Tallboy hicieron impacto y al menos otras cuatro fueron impactos cercanos. El acorazado volcó y se hundió en aguas poco profundas.

### De diciembre de 1944 a abril de 1945

#### Bombardeo de los refugios para submarinos
15 de diciembre de 1944, IJmuiden.
El teniente de vuelo Thomas Clifford Iveson lanzó una Tallboy.
12 de enero de 1945, IJmuiden.
El escuadrón 617 atacó los refugios para submarinos con Tallboy, pero el humo oscureció los resultados.
12 de enero de 1945, Bergen.
32 Lancaster y un Mosquito de los escuadrones números 9 y 617 atacaron los refugios para submarinos y el transporte marítimo en el puerto de Bergen. Tres Lancaster del 617.º Escuadrón y uno del 9.º Escuadrón se perdieron, los alemanes dijeron a la gente local que 11 terroristas habían sido abatidos. Un informe local dijo que tres Tallboy penetraron en los 3.5 metros de espesor del techo de los refugios y causaron graves daños a los talleres, oficinas y almacenes en su interior.
3 de febrero de 1945, IJmuiden y Poortershaven.
36 Lancaster del Grupo n.º 5 atacaron el refugio para submarinos en IJmuiden (9.º Escuadrón) y Poortershaven (617.º Escuadrón) con Tallboys. Los objetivos fueron reclamados sin pérdidas.
Farge, 27 de marzo de 1945.
20 Lancaster del 617.º Escuadrón atacaron el refugio para submarinos de Valentin, una estructura enorme, casi terminada con un techo de hormigón de hasta 7 m de espesor.
9 de abril de 1945, Hamburgo.
El Escuadrón 617 atacó con Tallboy y Grand Slam. Algunas de las bombas alcanzaron su objetivo y ningún avión se perdió.
18 de abril de 1945, Heligoland.
969 aviones (617 Lancaster, 332 Halifax y 20 Mosquito de todos los grupos) bombardearon la base naval, el campo de aviación y la ciudad dejando "casi un paisaje lunar repleto de cráteres". Se perdieron tres Halifax y las islas fueron evacuadas la noche siguiente.
19 de abril, Heligoland.
36 Lancaster utilizaron bombas Tallboy contra las defensas costeras.

#### Otros bombardeos
La presa de Urft, (30 kilómetros al suroeste de Colonia) fue atacada el 8 de diciembre y el 11 de diciembre de 1944 para impedir que se utilizara para inundar la zona cuando las tropas estadounidenses avanzaran. El borde de la presa fue dañado, pero los alemanes previeron un daño mayor al bajar el nivel del agua.
El 21 de diciembre 1944 el Escuadrón 617 atacó la planta de combustible sintético en Politz.
El 14 de marzo de 1945 los escuadrones 617 y 9 atacaron los viaductos de Bielefeld y Arnsbergcon Tallboys y la primera bomba Grand Slam. El viaducto de Arnsberg resistió el ataque, pero 100 metros del viaducto de Bielefeld se derrumbaron por el 'efecto terremoto' de las Grand Slam y Tallboy. El 15 de marzo de 1945 el 9.º Escuadrón volvió a atacar el viaducto de Arnsberg, que no se derrumbó.
El 16 de abril de 1945 el Escuadrón 617 atacó al acorazado de bolsillo Lützow. A pesar de una intensa defensa antiaérea, 15 aviones lograron bombardear el objetivo con Tallboy o con bombas de 1000 libras. Una explosión cercana de una Tallboy hizo un gran agujero en la parte inferior de la Lützow y se asentó en el fondo en aguas poco profundas. Un Lancaster fue derribado, la última baja del Escuadrón en la guerra.
El 25 de abril de 1945 la residencia de vacaciones de Hitler, Berghof, cerca de Berchtesgaden, fue atacada con una fuerza mixta que incluía seis Lancaster del 617.º Escuadrón que lanzaron sus últimas Tallboy. El bombardeo fue aparentemente preciso y eficaz.

## Uso en Estados Unidos
La T-10 era la versión de fabricación estadounidense de la Tallboy, modificada para utilizar componentes estándar en Estados Unidos. Su desarrollo comenzó a finales de 1944 y se hicieron planes para lanzarla contra los bastiones fortificados japoneses de las islas del Pacífico, para ayudar a ablandar las defensas antes de los asaltos anfibios. Nunca se empleó ninguna en combate, ya que la capitulación de Japón después de los bombardeos atómicos de Hiroshima y Nagasaki las hizo innecesarias. Más tarde, a finales de 1950, la T-10 fue redesignada como M-121. Durante la Guerra de Corea una serie de T-10 fueron convertidas en bombas guiadas por radio Tarzon y se utilizaron para destruir puentes de ferrocarril y embalses, lanzadas desde un B-29 Superfortress.
Después de la Guerra de Corea y la retirada de servicio de los bombarderos B-29 y Convair B-36 "Peacemaker", la Fuerza Aérea de los Estados Unidos no dispuso de un avión que pudiera lanzar una M-121 completamente montada y por lo tanto se las almacenó. La producción de la T-10 terminó en 1955. El B-36 fue el último avión operativo que podía lanzar una bomba tipo Tallboy totalmente montada de la manera convencional. Durante la Guerra de Vietnam, algunas de las M-121, sin su dispositivo aerodinámico trasero y la aleta de la cola fueron enviadas a Vietnam para misiones de ataque a búnkeres (Commando Vault), donde se lanzaba su ojiva desde un C-130 con control por radar. La ojiva se montaba sobre una plataforma y era lanzada con un paracaídas desde la rampa de carga trasera del C-130. Después de alejarse del avión el gran conducto de extracción y la plataforma eran eliminados y un dispositivo triangular pequeño estabilizaba la gran ojiva hasta el impacto. Una sonda de tres pies de largo en su nariz detonaba la bomba en el momento conveniente. Una de las grandes misiones para el último modelo de la Tallboy de la Segunda Guerra Mundial fue durante la misión de limpiar una zona de aterrizaje para helicópteros en una cresta de la famosa Batalla de la Colina de la Hamburguesa. Lanzada desde unos 3000 m, la bomba impactó exactamente donde se necesitaba. En realidad, las misiones del Comando Vault fueron más precisas en el lanzamiento de una bomba sobre el blanco que las misiones utilizando los modernos aviones B-52.
El desarrollo continuó con las T-12 Cloudmaker de 20 000 kg: el B-36 Peacemaker fue rediseñado para poder transportarlas.